# Абержеман де Кизри
Абержеман де Кизри (фр. Abergement-de-Cuisery) је насеље и општина у источном делу централне Француске у региону Бургундија-Франш-Конте, у департману Саона и Лоара која припада префектури Луан.
По подацима из 2011. године у општини је живело 745 становника, а густина насељености је износила 93,59 становника/km². Општина се простире на површини од 7,96 km². Налази се на средњој надморској висини од 350 метара (максималној 212 m, а минималној 171 m).

## Демографија
| 1962. | 1968. | 1975. | 1982. | 1990. | 1999. | 2011. |
| ----- | ----- | ----- | ----- | ----- | ----- | ----- |
| 603   | 609   | 590   | 584   | 652   | 640   | 745   |

График промене броја становника у току последњих година